# ナナミゾサイチョウ
ナナミゾサイチョウ（Aceros nipalensis）は、ブッポウソウ目サイチョウ科に分類される鳥類。

## 分布
インド北東部、タイ、中華人民共和国（雲南省、チベット自治区）、ミャンマー、ブータン、ミャンマー、ベトナム、ラオス

### 絶滅した分布域
ネパール

## 形態
全長120cm。初列風切羽や尾羽の先端は白い。
虹彩は赤い。眼の周囲には羽毛が無く、皮膚が露出している。嘴の色彩は淡黄色で、上嘴には5-8本の黒い縞模様が入る。
オスは頭部から頸部、胸部が赤褐色、胴体や翼は暗褐色の羽毛で覆われる。また眼の周囲に露出した皮膚は青い。メスは全身が黒い羽毛で覆われ、眼の周囲に露出した皮膚は淡青色。

## 生態
標高600-2,100mの常緑樹林に生息する。単独もしくはペアで生活する。
食性は植物食傾向の強い雑食で、果実、昆虫類、小型爬虫類などを食べる。
繁殖形態は卵生。大木の樹洞に巣を作る。

## 人間との関係
開発による生息地の破壊、ペット用の捕獲などにより生息数は減少している。